# Dinastia Sayyid
La dinastia Sayyid fu la quarta dinastia sultaniale a reggere il Sultanato di Delhi e governò dal 1414 al 1451. Succedette alla dinastia Ṭughlā regnando fino a quando non venne deposta dalla dinastia Lodi.

## Storia
La famiglia si dichiarò Sayyid, in quanto discendente dal Profeta Maometto. L'autorità centrale del Sultanato di Delhi era stata fatalmente indebolita dalle invasioni di Timur e dal suo sacco di Delhi nel 1398. 

Dopo un periodo di caos, quando nessuna autorità centrale riuscì a prevalere, i Sayyid conquistarono il potere a Delhi. Nei loro 37 anni di dominio si succedettero quattro diversi esponenti della dinastia.
Essa venne fondata da Khiḍr Khān, nominato da Timur governatore di Multan (Punjab). Khiżr Khān prese Delhi a Dawlat Khān Lōdī il 28 maggio 1414. Non prese tuttavia il titolo di sultano e nominalmente continuò ad essere un Rayat-i ʿAlāʾ (vassallo) dei Timuridi, Inizialmente di Tamerlano e dopo la sua morte, del suo successore Shah Rukh, nipote di Timur. Khiżr Khān lasciò il trono a suo figlio Mubārak Khān dopo la sua morte avvenuta il 20 maggio 1421. Quest'ultimo si era attribuito il laqab di Muʿizz ud-Dīn Mubārak Shāh (Potenza della fede Shāh benedetto) facendolo coniare sulle monete dello Stato. 
Dettagli sul suo regno sono disponibili nel Tarīkh-i Mubārak Shāhī, scritto da Yaḥyā ibn Aḥmad Sirhindī. Dopo la sua morte, ascese al trono suo nipote Muḥammad Khān, che assunse il titolo di Sultano. Appena prima della sua morte, richiamò da Badāʾūn suo figlio ʿAlāʾ al-Dīn, nominandolo suo successore.
L'ultimo regnante di questa dinastia, ʿAlāʾ al-Dīn ʿĀlam Shāh, abdicò volontariamente al trono del sultanato di Delhi in favore di Bahlūl Khān Lōdī il 19 aprile 1451 e si trasferì a Badāʾūn, dove visse fino alla sua morte avvenuta nel 1478.

## Regnanti
1. Khiḍr Khān 1414-1421
2. Mubārak Shah 1421-1434
3. Muhammad Shāh 1434 - 1445
4. ʿAlāʾ al-Dīn ʿĀlam Shāh (ʿĀlam Shāh) 1445 - 1451